# Église Saint-Martin de Verneuil-sur-Seine
Pour les articles homonymes, voir église Saint-Martin.
L'église Saint-Martin est une église catholique située à Verneuil-sur-Seine, en France. Elle a été classée monument historique par arrêté du 30 décembre 1930.

## Localisation
L'église est située dans le département français des Yvelines, sur la commune de Verneuil-sur-Seine. Elle est affiliée au groupement paroissial Verneuil / Vernouillet.

## Historique
Des recherches archéologiques menées en 2012 ont permis de dégager cinq grandes périodes de l'occupation de cet emplacement. Comme en témoignent des sépultures, se trouvait à cet endroit un espace funéraire sur une durée s'étendant du Bas-Empire au début du  Moyen Âge. Par la suite, on trouve les traces d'un édifice religieux datant de l'époque carolingienne. Un cimetière lui est alors attenant, du IXe siècle au Xe siècle.
On en trouve la mention en 1090, époque à laquelle on peut faire remonter le chœur roman. Cette église est ensuite agrandie en trois phases successives de la fin du IXe siècle au XIVe siècle, dont datent notamment la nef et les bas-côtés.
La Révolution la transforme en Temple de la Raison en 1794.
L'édifice est classé au titre des monuments historiques en 1930. Elle est alors restaurée l'année suivante puis en 1962.
Une restauration complète est entreprise en 2014, incluant par ailleurs l'installation d'un chauffage par le sol.

## Mobilier

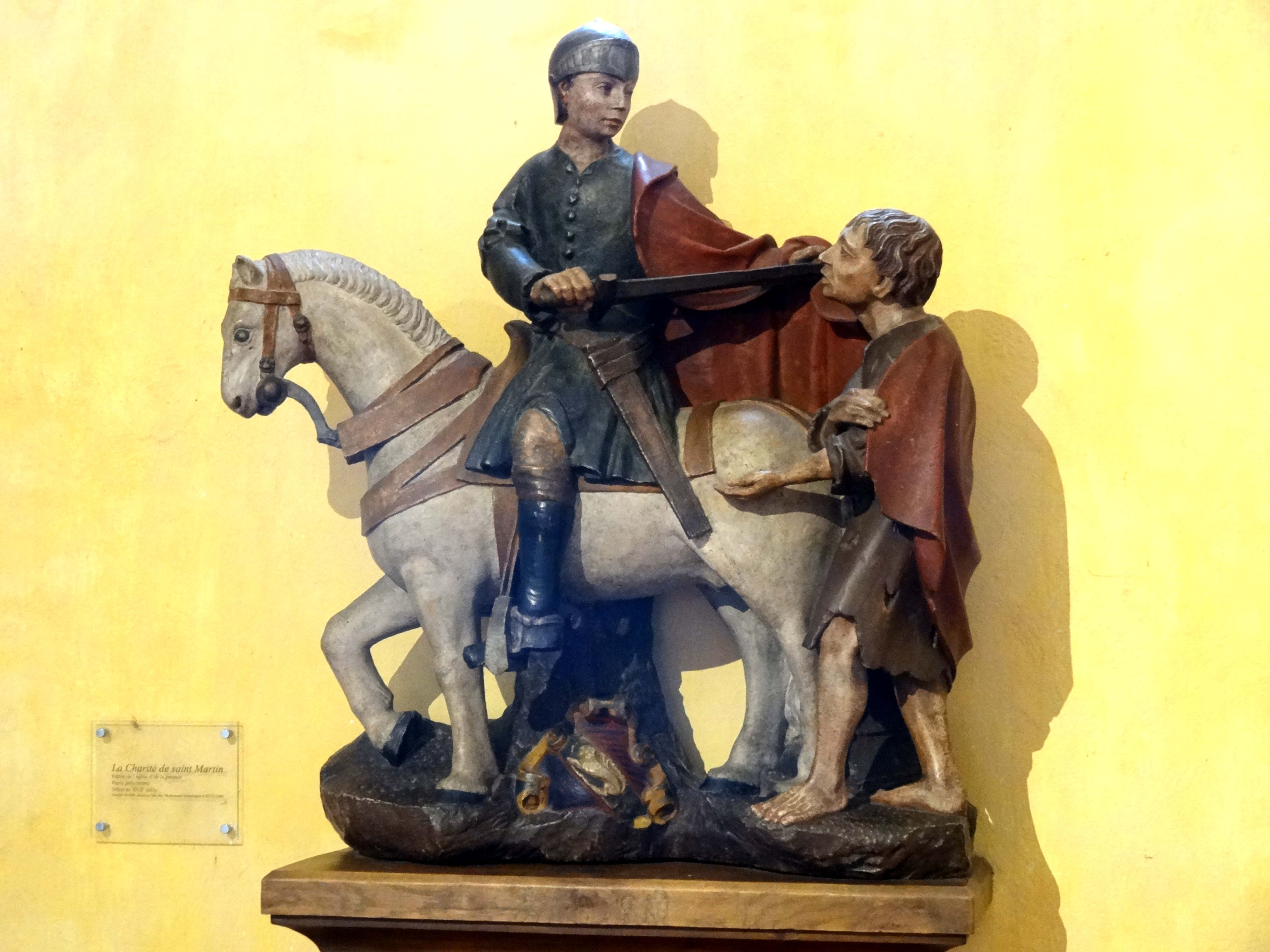
Charité de Saint-Martin.

La Charité de Saint-Martin, groupe sculpté du XVIIe siècle, a été classé monument historique au titre d'objet le 3 novembre 1960.

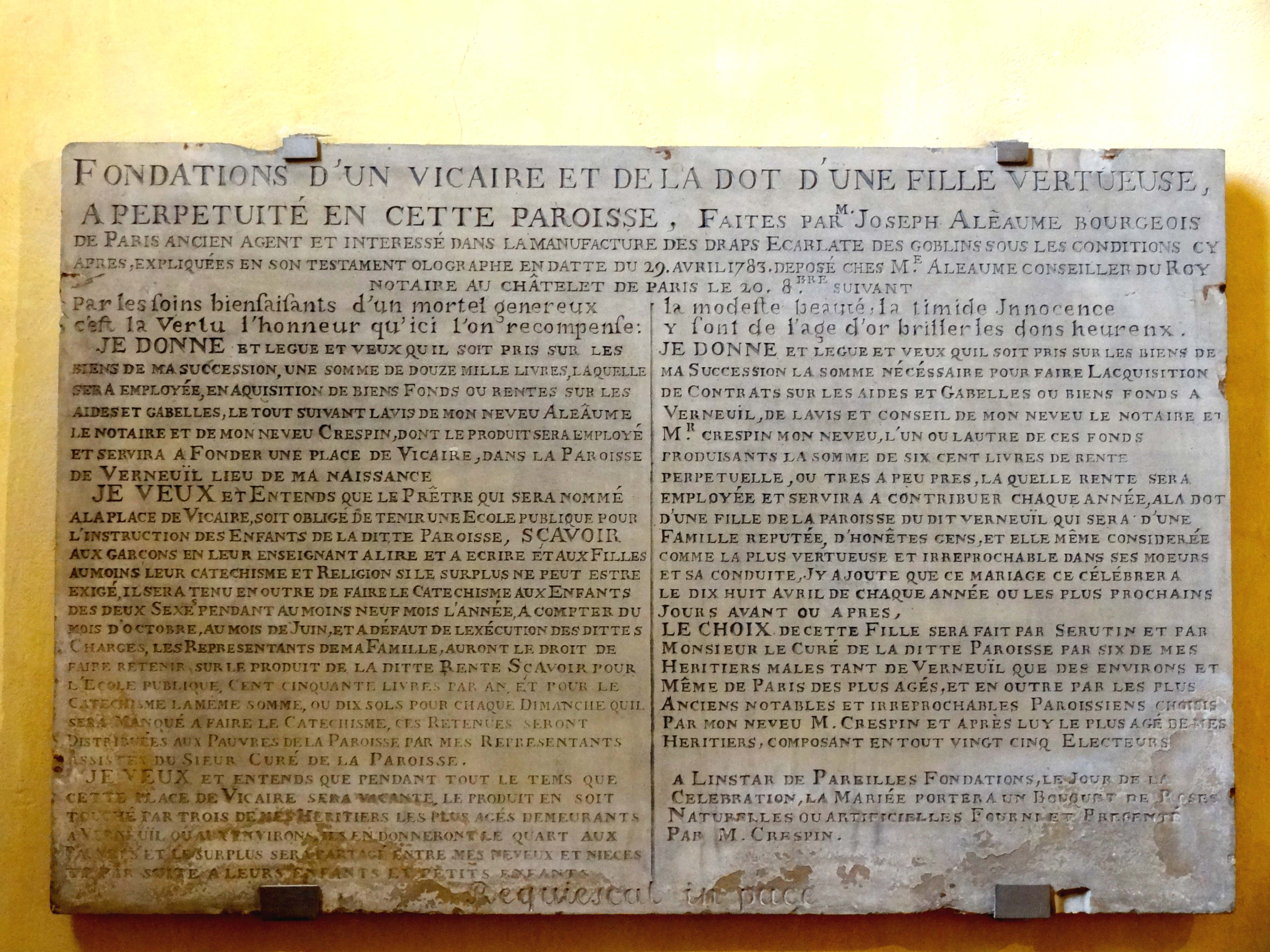
Plaque de fondation.

Sur le mur de droite à côté de cette sculpture, se trouve une plaque de fondations à perpétuité datée de 1783. Un bourgeois de Paris, ayant fait fortune comme drapier, en lègue par testament olographe une partie à l'église où il avait reçu son baptême.
Sous un quatrain réparti en deux distiques :
« Par les soins bienfaisants d'un mortel généreux / c'est la Vertu l'honneur qu'ici l'on récompense : / la modeste beauté, la timide Innocence / y font de l'âge d'or briller les dons heureux. »
Sous le premier distique, à gauche, un don de douze mille livres de capital est offert pour un poste de vicaire dont les devoirs d'instruction des enfants et de catéchisme sont fixés. Des sanctions financières sont prévues en cas de manque. Sous le second, c'est le capital nécessaire à une rente annuelle perpétuelle de six cents livres qui est constitué pour servir de dot à une fille de la paroisse « qui sera d'une famille réputée, d'honnêtes gens, et elle-même considérée comme la plus vertueuse et irréprochable dans ses mœurs et sa conduite. » Les modalités de choix par scrutin d'un jury de vingt-cinq électeurs sont soigneusement définies.
Comment ne pas songer à la nouvelle de Guy de Maupassant publiée un siècle plus tard (1888) : Le Rosier de madame Husson ?